# فيراري 288 دي تي أو
فيراري 288 دي تي أو ، أو فيراري جي تي أو (بالإيطالية: Ferrari GTO)‏ ، هي سيارة رياضية أنتجها شركة فيراري عام 1984م، وتوقف إصدارها عام 1987م.